# Olga Plojhar Bursíková
Olga Plojhar Bursíková (* 10. června 1991 Praha) je česká herečka a modelka.

## Život
Olga se narodila v roce 1991 v Praze jako mladší dcera Martina Bursíka a jeho tehdejší manželky Ivany. Má starší sestru Martinu. Po maturitě na gymnáziu studovala rok kulturní kritiku, anglickou lingvistiku a komunikaci na vysoké škole v Cardiffu. Poté v Praze absolvovala bakalářské studium v oboru mediální komunikace. V roce 2015 dokončila magisterské studium (MBA) v Londýně v oboru business management. V roce 2016 se provdala za Jakuba Plojhara.
V říjnu 2020 oznámila, že čekají miminko. V dubnu 2021 se jim narodila dcera Lotta.[zdroj?]

## Filmografie
- 2015	Gangster Ka
- 2015	Gangster Ka: Afričan
- 2015	Puerto Ricans in Paris (USA)
- 2016	Na vodě (TV seriál)
- 2016	V.I.P. vraždy (TV seriál)
- 2017	12 Monkeys (TV seriál USA)
- 2017	Dáma a Král (TV seriál)
- 2019	Skleněný pokoj
- 2019	Coup de foudre à Saint-Pétersbourg (TV film Francie)
- 2020	Štěstí je krásná věc

### Videoklipy
- 2017 Kruh (hudební klip Marpa a Lenny)
- 2019 Krabička (hudební klip skupiny Vypsaná fixa)
- 2019 Láska a data (hudební klip skupiny Chinaski)